# 柏路大樓
柏路大樓（英語：Park Row Building）又称柏路15号（15 Park Row）是紐約市曼哈顿金融区公园街上的一幢早期摩天大樓。在1899年完工至1901年費城市政廳完成之前的這段時間，它曾是世界最高的摩天大樓。竣工后，约有4,000人在这里工作，租户包括美联社和跨区快速运输公司。1908年勝家大樓成为该市最高的建筑，也是世界上最高的办公楼。柏路大楼一直被用作办公楼，直到2000年代初才被改建为住宅用途。 如今，大楼由339套豪华公寓单元、两套顶层公寓、底层零售店和办公套房组成。
竣工后，大厦受到了公众的好评，尽管建筑评论家对该建筑的评价更为严厉。1999年成为纽约市地标，2005年被授予国家史迹名录。